# Phronia connex
Phronia connex är en tvåvingeart som beskrevs av Ostroverkhova 1979. Phronia connex ingår i släktet Phronia och familjen svampmyggor. Inga underarter finns listade i Catalogue of Life.